# Megacerops
Мегацеропс (лат. Megacerops, від дав.-гр. μεγα- — «великий» + κέρας — «ріг» + ὤψ — «на обличчі») — вимерлий рід непарнокопитних ссавців родини Бронтотерієві (Brontotheriidae).

## Таксономія
Цей представник родини зазнав безліч таксономічних перейменувань. Спершу його називали титанотерієм (Titanotherium), згодом — бронтотерієм (Brontotherium), крім того, з цим родом синонімізували і ряд інших великих бронтотеріїд, включаючи також роди Brontops і Menodus. Сама назва родини (від дав.-гр. βροντή — «грім») пов'язана з фольклором північноамериканського племені сіу, які вважали скам'янілі залишки бронтотерія, які виявляються в районі вивержень в Скелястих горах, кістками міфологічних «громових» коней. Скелясті гори були вулканічно активні в той момент геологічної історії, до якого відносять існування цих тварин.

## Опис
Розміри: довжина — 5 м, зріст — 250 см, вага — 2,8 т. Megacerops, як і інші бронтотерії, являє собою консеравтивну групу тварин, зубна система яких протягом еволюційної історії була брахіодонтною: корінні зуби мали низькі коронки і замкнуті коріння, що свідчило про харчування відносно м'якою рослинністю (листя і плоди). Сідлоподібний череп мецеропса був масивним, з невеликим вмістилищем для головного мозку. Примітним ознака — пара невеликих ріг на кінці морди, що утворені носовими кістками. Хребет ніс довгі кісткові вирости для кріплення могутніх шийно-грудних м'язів.